# 사야마시
사야마시(일본어: 狭山市)는 일본 사이타마현 남서부의 이루마강 유역에 있는 시이다. 인접하는 이루마시와 마찬가지로 사야마의 차는 사야마 차로 유명하다. 또 8월에는 사야마 이루마강 칠석 마쓰리가 개최된다.
도쿄 교외의 베드타운이며 항공자위대 이루마 기지는 시청 남쪽에 위치한다. A·S 에르펜 사야마 FC·혼다 정식 야구부의 본거지가 있다.

## 지리
남서쪽(이루마, 한노 방면)에서 북동쪽(가와고에 방면)에 걸쳐 1급 하천인 이루마강이 흐른다. 중심 지역에도 이루마가와라는 지명이 있고 이 강은 거리의 심볼이 되어 있다.
시가지는 주로 국도 16호선과 세이부 신주쿠선을 축으로 형성되어 있다. 시명의 유래인 "사야마 차"의 차밭은 이루마, 호리가네 지구에 많다. 또 오부 지구에서는 논도 많이 볼 수 있다.
인접하는 자치체로는 가와고에시, 도코로자와시, 이루마시, 한노시, 히다카시가 있고 특히 이루마시, 가와고에시와는 연속한 시가지를 형성하고 있다. 이루마군 미요시정과는 지도에 따라서는 접하고 있는 것처럼 보이지만 실제로는 사이에 도코로자와시가 끼어 있다. 마찬가지로 가와고에시를 사이에 두고 동쪽은 후지미노시, 북서는 쓰루가시마시와 가깝다.
시역은 합병 전 1정 5촌의 구역에 새로운 두 지역을 더한 7개 지역으로 나눌 수 있고 각각에 지구 센터(시청 출장소, 공민관에 병설)를 두고 있다.

## 역사
- 1894년 - 가와고에 철도가 개통하였다. 이루마가와역(현 사야마시역), 이리소역이 개업하였다.
- 1933년 - 무사시노 철도 이나리야마코엔역이 개업하였다.
- 1938년 - 일본 육군항공사관학교(현 이루마 기지)가 개설되었다.
- 1945년 - 제2차 세계 대전 종전 이후 진주한 연합군에 접수되어 "존슨 기지"가 되었다.
- 1954년 7월 1일 - 이루마군 이루마가와정, 이리마촌, 호리카네촌, 오쿠토미촌, 가시와바라촌, 미즈토미촌이 합병해 사야마시가 되었다.
- 1963년 - 존슨 기지가 반환되어 항공자위대 이루마 기지가 되었다.
- 1960년대 - 시내의 공장·택지 개발이 진행되어 인구가 급속히 증가하였다.
- 1964년 - 신사야마역이 개업하였다.
- 1966년 - 가와고에사야마 공업단지가 완공되었다.
- 1973년 - 사야마 공업단지가 완공되었다.
- 1979년 - 세이부 신주쿠선 이루마가와역이 사야마시역으로 개칭하였다.
- 1984년 - 인구가 15만 명을 돌파하였다.
- 2005년 1월 30일 - "이루마시와의 합병에 관한 시민의 의사를 확인하기 위한 주민투표"의 결과, 이루마시와의 합병은 무산되었다.

## 인구
| 연도 | 인구    | ±%     |
| ---- | ------- | ------ |
| 1970 | 60,886  | —      |
| 1975 | 98,548  | +61.9% |
| 1980 | 124,029 | +25.9% |
| 1985 | 144,366 | +16.4% |
| 1990 | 157,309 | +9.0%  |
| 1995 | 162,240 | +3.1%  |
| 2000 | 161,460 | −0.5%  |
| 2005 | 158,074 | −2.1%  |
| 2010 | 155,738 | −1.5%  |

## 자매결연도시
- 대한민국 경상남도 통영시
  - 1973년 7월 4일 자매 도시 제휴
- 일본 니가타현 나카우오누마군 쓰난정
  - 1997년 1월 30일 우호 도시 제휴
- 중화인민공화국 저장성 항저우시
  - 1996년 7월 8일 우호 도시 제휴

## 교통
- 세이부 철도
  - 신주쿠선
  - 이케부쿠로선